# L'Avenir de l'intelligence
L'Avenir de l'intelligence est un essai philosophique et politique du journaliste et homme politique français Charles Maurras, directeur de L'Action française, publié en 1905. Ce texte est publié dès 1902 dans la revue Minerva dirigée par le journaliste René-Marc Ferry. Charles Maurras propose une critique « de l'évolution du statut de l'Intelligence au contact de la modernité, de sa progressive soumission à l'Or ». 

## Présentation

### Critique de la ploutocratie
Dans ce texte, Maurras développe « toute l'intransigeance de son intellectualisme » pour André Lagarde et Laurent Michard. Charles Maurras dénonce « la destitution historique des élites artistiques, passant d’un mécénat de prince éclairé au pouvoir purement intéressé et spéculatif, plus vulgaire et teinté de "cosmopolitisme", des riches possesseurs des organes de presse, dénonçant ainsi un monopole de fait de l’"Or" sur la pensée et l’esthétique ». L'essai est imprégné « d'un anticapitalisme social qui serait aussi bien reçu et applaudi par des personnalités intellectuelles et politiques de droite que de gauche et d'extrême-gauche » comme Édouard Berth, disciple de Georges Sorel. Julien Cohen y décèle l'expression d'un « anticapitalisme maurrassien » qui se définit par la dénonciation de « la corruption de la société civile nationale mais il est avant tout un refus du cosmopolitisme, c’est-à-dire de l’immigration de masse qu’implique la nouvelle société de marché ». D'après Pierre Boutang, ce texte est composé au cours de la période où Maurras portait « le plus d'attention à la réalité économique ».  

« Ceux qui détiennent le seul pouvoir réel d'un monde où la grâce a disparu, où le Sacré fut méthodiquement nié. Ce pouvoir ploutocratique, cette puissance économique ne sont certes pas uniquement juifs ; ils ne sont même pas juifs du tout si on les considère en leur origine et leur développement ; le fait juif, l'idiosyncrasie juive apparaissent dans la zone d'échange et de mutations des forces constitutives du pouvoir nouveau, dans leur expression financière ; ils se révèlent mieux encore dans la conception globale, unitaire de ces forces, sous le nom d'économie politique. »

— Pierre Boutang
Boutang relève une similitude d'analyse entre Marx et Maurras qui conviennent que « la physique des forces importe et châtie ceux qui la méconnaissent ». Toutefois, les deux auteurs s'opposent sur l'hégélianisme et le matérialisme historique. 
Maurras promeut « l’harmonie essentielle entre l’écrivain et les forces sociales qui ordonnent la nation ». 

### Influence
Maurras fréquente les milieux intellectuels parisiens depuis son arrivée à Paris le 2 décembre 1885 particulièrement l'École romane et le Félibrige. L'Avenir de l'intelligence permet à Maurras d'étendre sa sphère d'influence notamment auprès de la jeunesse « qui allait se manifester dans la célèbre enquête de 1912, Les jeunes gens d'aujourd'hui, publiée conjointement par le jeune Henri Massis et Alfred Tarde sous le pseudonyme d'Agathon ». Ce livre participe à la fondation du « magistère intellectuel exercé par Maurras dans les années 1910 et 1920, avec pour conséquence un regain de l'idée monarchiste après des décennies de déclin ». 
Dans sa dédicace à son ami René-Marc Ferry au début du livre, Charles Maurras écrit cette formule devenue célèbre : 

« Tout désespoir en politique est une sottise absolue. »

— Charles Maurras, L'Avenir de l'Intelligence

## Autour du livre
Le 20 décembre 1926, le pape Pie XI ordonne la rupture des catholiques avec l'Action française et publie le décret de la congrégation de l'Index du 29 janvier 1914 qui condamne sept œuvres de Maurras dont L'Avenir de l'intelligence. 
Le poète et dramaturge Thomas Stearns Eliot insère une citation en français de L’Avenir de l’intelligence dans son poème Coriolan, « qu’il tient pour un maître livre dont on retrouve largement les influences dans son For Lancelot Andrewes ».

## Lien
- L'Avenir de l'intelligence dans Gallica, la bibliothèque numérique de la BnF